# Mazcuerras
Mazcuerras est une ville espagnole située dans la communauté autonome de Cantabrie.